# Semaeopus rubellula
Semaeopus rubellula là một loài bướm đêm trong họ Geometridae.